# اورسولا لر
اورسولا لر (انگلیسی: Ursula Lehr؛ زادهٔ ۵ ژوئن ۱۹۳۰ – ۲۵ آوریل ۲۰۲۲) یک سیاست‌مدار و استاد دانشگاه اهل آلمان بود.